# Гвозд
Гвозд (укр. Гвізд) — село в Надворнянской городской общине Надворнянского района Ивано-Франковской области Украины.
Население по переписи 2001 года составляло 3441 человек. Занимает площадь 14.55 км². Почтовый индекс — 78423. Телефонный код — 03475.

## Религия
В селе находится приход УГКЦ. Настоятель Иван Гедзик с 1995 года. В 2020 году парафию посетил Епископ Коломыйский Василий (Ивасюк)